# دیوید کراننبرگ
دیوید پل کراننبرگ (به انگلیسی: David Paul Cronenberg) (زاده ۱۵ مارس ۱۹۴۳) کارگردان، فیلم‌نامه‌نویس و بازیگر کانادایی است. او با فیلم‌هایش از مبتکران اصلی ژانری است که معمولاً از آن به عنوان وحشت جسمی یاد می‌کنند. او با فیلم‌هایش به بررسی دگرگونی‌های بدن احشایی، بیماری‌های عفونی و درهم‌آمیختگی روان‌شناختی، فیزیکی و تکنولوژیک می‌پردازد. کراننبرگ بیشتر به دلیل کاوش در این مضامین از طریق فیلم های ترسناک و علمی تخیلی‌اش یعنی رعشه‌ها (۱۹۷۵)، اسکنرها (۱۹۸۱)، ویدئودروم (۱۹۸۳) و مگس (۱۹۸۶) شناخته می‌شود. اگرچه او در کارنامه خود سابقه کارگردانی درام، تریلرهای روانشناختی و گانگستری نیز داشته است.
از دهه ۲۰۰۰ تا ۲۰۲۰، کراننبرگ در چندین فیلم با ویگو مورتنسن همکاری کرد؛ از جمله سابقه خشونت (۲۰۰۵)، قول‌های شرقی (۲۰۰۷)، یک روش خطرناک (۲۰۱۱) و جنایات آینده (۲۰۲۲). شش فیلم او برای رقابت برای نخل طلا انتخاب شدند که جدیدترین آنها جنایات آینده است که در جشنواره فیلم کن ۲۰۲۲ به نمایش درآمد.
فیلم‌های کراننبرگ منتقدان و تماشاگران را دو قطبی کرده است. او تحسین منتقدان را به دست آورده است و به علت ترسیم خشونت و برهنگی به شکل منحصر به فردش جنجال برانگیخته است. ویلیج ویس او را «جسورترین و چالش برانگیزترین کارگردان روایی در دنیای انگلیسی زبان» نامید. فیلم‌های او جوایز متعددی به دست آورده‌اند از جمله جایزه ویژه هیئت داوران برای تصادف در جشنواره فیلم کن ۱۹۹۶، جایزه‌ای که از جایزه هیئت داوران متمایز است زیرا سالانه اعطا نمی شود، بلکه تنها توسط هیئت داوران رسمی به شکل ویژه تدارک داده می‌شود.

## زندگی و تحصیلات
دیوید کراننبرگ در سال ۱۹۴۳ در خانواده‌ای یهودی از طبقه متوسط، از پدری روزنامه‌نگار و مادری پیانیست زاده شد. خانواده کراننبرگ نسل در نسل شیفته ادبیات و موسیقی بودند و پدرش تلاش زیادی به ترغیب کردن او به هنر هفتم داشت. اما کراننبرگ دوره کودکی خود را بیشتر با رویاپردازی و علاقه‌مندی به فیلم‌های وسترن و دزدان دریایی و هنرپیشگان آن‌ها از جمله برت لنکستر گذراند.
کراننبرگ از کودکی به نوشتن داستان می‌پرداخت و عمده آن‌ها درون‌مایه علمی تخیلی داشتند. او دبیرستان را در موسسه کالج هاربورد و کالج شمال تورنتو تحصیل کرد. علاقه شدیدی به علم، به ویژه گیاه شناسی و لپیدوپترولوژی، باعث شد که در سال ۱۹۶۳ وارد رشته زیست شناسی در دانشگاه تورنتو شود، اما در همان سال اول تحصیل خود به زبان و ادبیات انگلیسی تغییر رشته داد. 
شیفتگی کراننبرگ به فیلم زمستان ما را گرم نگه داشت (۱۹۶۶)، ساخته همکلاسی اش دیوید سکتر، علاقه او را به فیلم برانگیخت. او شروع به رفت و آمد در موسسه‌های اجاره‌ تجهیزات فیلم‌برداری کرد، هنر فیلم‌سازی را آموخت و دو فیلم ۱۶ میلی‌متری در دوره دانشجویی‌اش ساخت. او پس از یک سال مرخصی برای سفر به اروپا، در سال ۱۹۶۷ به کانادا بازگشت و از کالج دانشگاهی دانشگاه تورنتو به عنوان شاگرد اول فارغ التحصیل شد.
فیلم‌های اولیه‌ای که بعداً بر کارنامه کراننبرگ تأثیرگذار بودند عبارتند از فیلم‌های آوانگارد، ترسناک، علمی تخیلی و هیجان‌انگیز، مانند سگ آندلسی (۱۹۲۹)، عجیب‌الخلقه‌ها (۱۹۳۲)، جنگ دنیاها (۱۹۵۳)، آلفاویل (۱۹۶۵)، پرفورمنس (۱۹۷۰) و دوئل (۱۹۷۱).  کراننبرگ همچنین از دو انیمیشن کلاسیک دیزنی، دامبو (۱۹۴۱) و بامبی (۱۹۴۲) و نیز لایو-اکشن کمپانی یونیورسال تالاب آبی (۱۹۴۹) به عنوان آثاری یاد کرده که بر رویکرد شخصی او از وحشت تاثیرگذار بوده‌اند. او انیمیشن بامبی را اولین فیلم مهمی می‌داند که دیده و صحنه مرگ مادر بامبی در این فیلم را قدرتمند توصیف کرده است.

## حرفه
کراننبرگ پس از کارگردانی فیلم آوانگارد استریو (۱۹۶۹)، با دریافت وام دولتی فیلم تجربی جنایات آینده (۱۹۷۰) را ساخت.
نخستین فیلم سینمایی کراننبرگ، فیلم ترسناک و کم‌هزینه رعشه‌ها (۱۹۷۵) بود. اسکنرها (۱۹۸۱) باعث شهرت او و منطقه مرده (۱۹۸۳) باعث جلب توجه هالیوود به او شد. پس از پیشنهاد چند فیلم‌نامه، او پذیرفت که فیلم کلاسیک سینمای ترسناک، مگس (کورت نویمان، ۱۹۵۸) را بازسازی کند. موفقیت این فیلم آغازگر دوره‌ای جدید در زندگی حرفه‌ای کراننبرگ و ساخت و عرضه فیلم‌های بعدی او در سطح جهانی شد.
جدای از منطقه مرده (۱۹۸۳) و مگس (۱۹۸۶)، کراننبرگ به طور کلی در دنیای فیلمسازی پرهزینه و جریان اصلی هالیوود کار نکرده است، هرچند که گاه و بی گاه از دست رفته است. در یک مرحله جورج لوکاس او را به عنوان کارگردان احتمالی بازگشت جدای (۱۹۸۳) در نظر گرفت اما کار به مذاکرات جدی نرسید. کراننبرگ همچنین نزدیک به یک سال روی نسخه‌ای از یادآوری کامل (۱۹۹۰) کار کرد، اما با تهیه‌کنندگان دینو دی لورنتیس و رونالد شوست اختلافاتی پیدا کرد تا درنهایت نسخه متفاوتی از فیلم  توسط پل ورهوفن ساخته شد.در اواخر دهه ۱۹۹۰، کراننبرگ به عنوان کارگردان دنباله‌ای بر فیلم دیگری از ورهوفن، غریزه اصلی (۱۹۹۲)، معرفی شد اما این نیز ناکام ماند.  
فیلم هیجانی-جنایی او سابقه خشونت (۲۰۰۵) یکی از پر بودجه‌ترین فیلم‌های اوست. فیلمی که به گفته کراننبرگ تصمیم برای کارگردانی‌اش  تحت تاثیر این بود که مجبور شد مقداری از دستمزدش را برای فیلم کم‌هزینه عنکبوت (۲۰۰۲) به تعویق بیندازد. از این فیلم در کنار فیلم دیگر او قول‌های شرقی (۲۰۰۷) به عنوان تحسین‌شده ترین فیلم‌های کارنامه او یاد می‌کنند. 
اگرچه کراننبرگ با تعدادی از ستارگان هالیوود کار کرده است، اما او همچنان یک فیلمساز سرسخت کانادایی است. چرا که تقریبا تمام فیلم‌هایش در استان زادگاه او انتاریو فیلم‌برداری شده‌اند. استثناهای قابل توجه عبارتند از ام.باترفلای (۱۹۹۳) که بیشتر آن در چین فیلمبرداری شده است، عنکبوت و قول‌های شرقی که هر دو عمدتاً در انگلستان فیلمبرداری شده‌اند و یک متود خطرناک که در آلمان و اتریش فیلمبرداری شده است. اکثر فیلم‌های او حداقل تا حدی توسط تله‌فیلم کانادا تامین مالی شده‌اند و کراننبرگ، یکی از حامیان سرسخت پروژه‌های سینمایی تحت حمایت دولت، می‌گوید: «هر کشوری برای داشتن یک سینمای ملی و قد علم کردن مقابل هالیوود، نیاز به یک [سیستم کمک‌های دولتی] دارد.».
در ۲۶ ژوئن ۲۰۱۴، فیلم کوتاه کراننبرگ لانه (۲۰۱۴) از یوتیوب منتشر شد. او همچنین اولین رمان خود مصرف‌شده (Consumed) را در این سال منتشر ساخت. این رمان توسط یک زوج عکاس خبری جهانگرد هدایت می شود که به دنبال ثبت داستان هایی با افراد نسبتاً غیرعادی هستند.

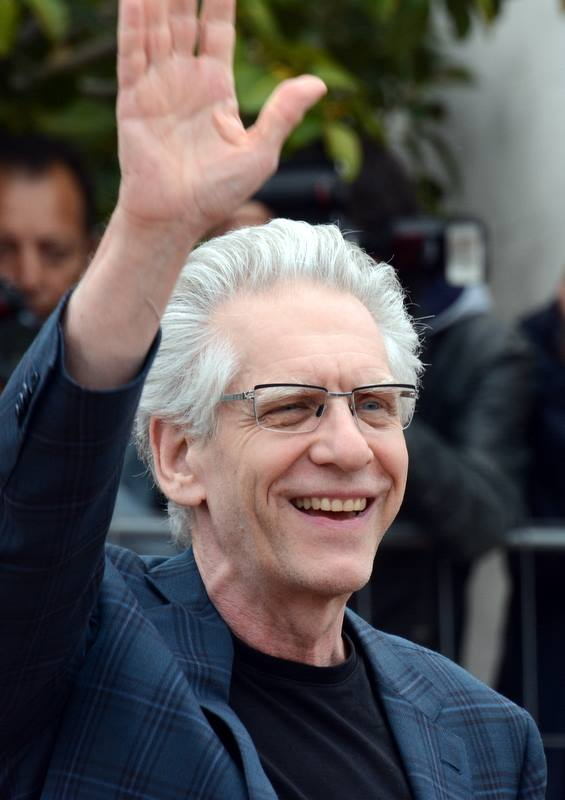
دیوید کراننبرگ، فستیوال کن، ۲۰۱۴

### حضور در جشنواره کن
نخستین حضور کراننبرگ در کن در سال ۱۹۹۶ با فیلم تصادف بود، که جایزه ویژه هیئت داوران را برای او به همراه داشت.
در سال ۲۰۰۲ با فیلم عنکبوت و در سال ۲۰۰۵ با سابقه خشونت در کن حاضر بود. در سال ۲۰۰۶ نیز در حالی که هیچ فیلمی در این جشنواره نداشت، جایزه دستاورد یک عمر به او اهدا شد. کراننبرگ در شصت و پنجمین دوره جشنواره فیلم کن با تریلر کازموپلیس که بر اساس رمانی از دان دلیلو ساخته شده در بخش رقابتی کن برای دریافت نخل طلایی حاضر بود. کراننبرگ فیلم جنایات آینده (۲۰۲۲) که بازنویسی فیلمنامه قدیمی خودش بود را با همکاری مجدد ویگو مورتنسن و عوامل فنی پیشین اکران کرد در کن ۲۰۲۲ برای نخل طلا به رقابت پرداخت.

## زندگی شخصی
کراننبرگ در تورنتو زندگی می کند.  او در سال ۱۹۷۲ با همسر اول خود مارگارت هیندسون ازدواج کرد: ازدواج هفت ساله آنها در سال ۱۹۷۹ در خلال اختلافات شخصی و حرفه ای به پایان رسید. آنها یک دختر به نام کاساندرا کراننبرگ داشتند. همسر دوم او کارولین زیفمن تدوینگر فیلم بود که تا زمان مرگش در سال ۲۰۱۷ باهم زندگی می‌کردند. این زن و شوهر در صحنه فیلم رابید زمانی که او به عنوان دستیار تولید کار می کرد ملاقات کردند. آنها دو فرزند به نام های کیتلین و براندون دارند.
در مصاحبه‌ای در سپتامبر ۲۰۱۳، کراننبرگ فاش کرد که مارتین اسکورسیزی کارگردان فیلم به او اعتراف کرده که مجذوب کارهای اولیه‌اش بوده است، اما متعاقباً از ملاقات حضوری با او وحشت دارد. کروننبرگ به اسکورسیزی پاسخ داد: «تو کسی هستی که راننده تاکسی را ساخت و از ملاقات با من می ترسی؟» کراننبرگ در همین مصاحبه فاش کرد که آتئیست است. 
وی در پاسخ به این پرسش که چطور در فیلم‌هایش خداباوران و افرادی از دین‌های مختلف مشابه فیلم قول‌های شرقی را به تصویر می‌کشد گفت:« من یک آتئیست هستم اما همه شخصیت های من بی خدا نیستند. پس این درست است که من هرگز به خدا به عنوان بخشی از زندگیم یا هیچ چیز دیگری فکر نمی کنم. اما اگر یک نمایشنامه نویس هستید و با شخصیت هایی کار می کنید که از فرهنگ خاصی می آیند، باید درک آنها از زندگی و با اشتیاق را بپذیرید. بنابراین، برای شخصیت نیکولای، تقریباً مطمئن هستم که او به خدا، و اکثر شخصیت‌های دیگر فیلم نیز به خدا اعتقاد دارند. برخی از آنها مسلمان هستند، برخی از آنها ارتدوکس شرقی هستند، و این بخشی از زندگی آنها است، بخشی از درک آنها از رنج. همه در زندگی رنج می‌برند، اما همه از نظر مذهبی به آن فکر نمی‌کنند. این افراد رنج را راهی برای رستگاری می‌دانند، آن هم از نظر مذهبی. من واقعاً خدای آنها هستم، همانطور که آنها را می آفرینم. اگر هدف کل داستان همین بود باهاش مشکل داشتم چون این موضوع من را خسته می کند. و رک و پوست کنده، هیچ احترام عاطفی یا فکری‌ای برای آن قائل نیستم.»

## فیلم‌شناسی

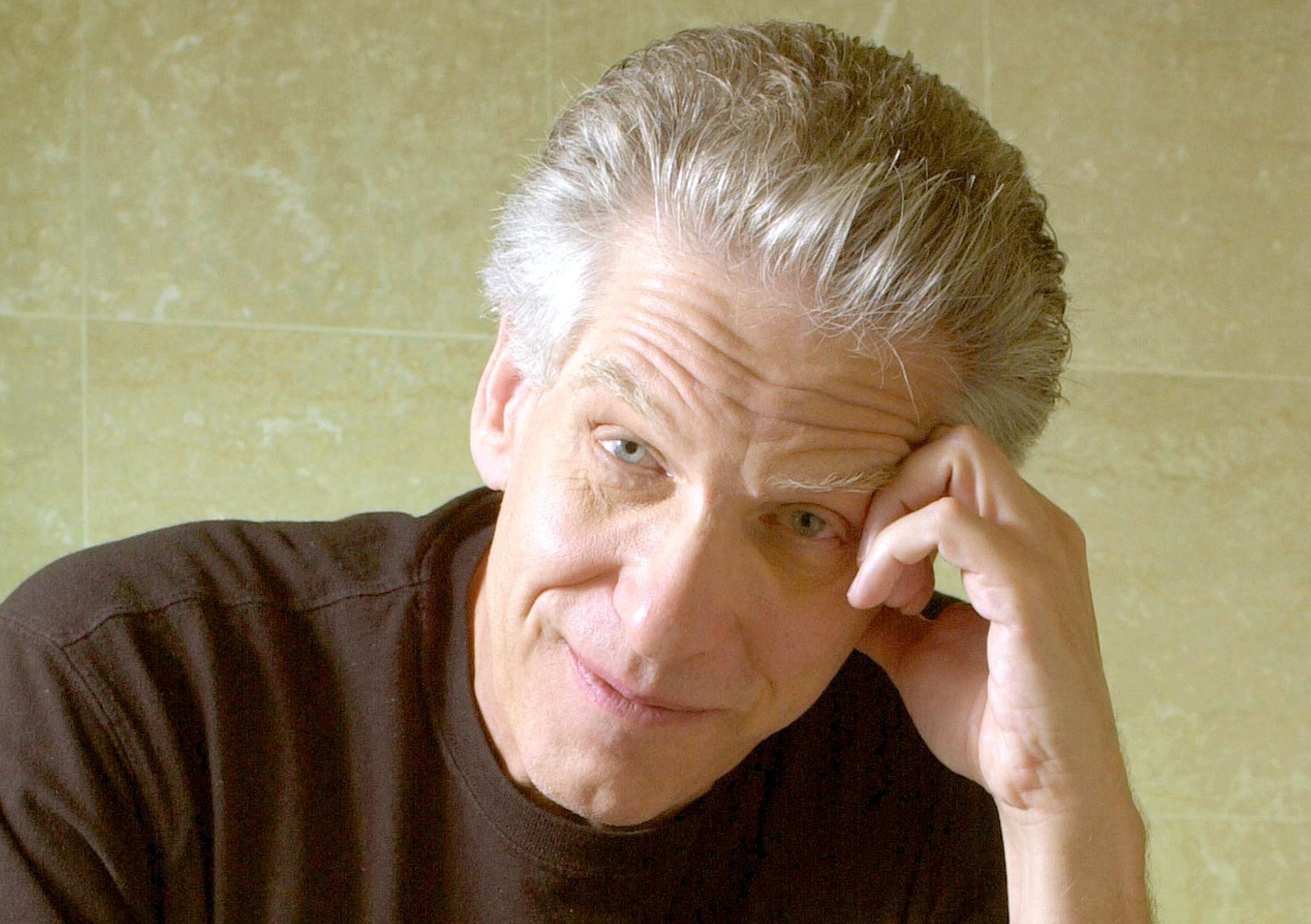
کراننبرگ در جشنواره بین‌المللی فیلم تورنتو سال ۲۰۱۱

### فیلم‌های بلند
| ۱۹۶۹ | استریو                  | آری | آری | آری    | نخستین فیلم در مقام کارگردان                      |
| ۱۹۷۰ | جنایات آینده            | آری | آری | آری    |                                                   |
| ۱۹۷۵ | رعشه‌ها                  | آری | آری | نه     |                                                   |
| ۱۹۷۷ | هار                     | آری | آری | نه     |                                                   |
| ۱۹۷۹ | دسته سریع               | آری | آری | نه     | نویسندگان همکار: آلن‌ترین، فیل ساواث، کورتنی اسمیت |
| ۱۹۷۹ | فرزندان                 | آری | آری | نه     |                                                   |
| ۱۹۸۱ | اسکنرها                 | آری | آری | نه     |                                                   |
| ۱۹۸۳ | ویدئودروم               | آری | آری | نه     |                                                   |
| ۱۹۸۳ | منطقه مرده              | آری | نه  | نه     |                                                   |
| ۱۹۸۶ | مگس                     | آری | آری | نه     | نویسندهٔ همکار: چارلز ادوارد پوگ                   |
| ۱۹۸۸ | شباهت کامل              | آری | آری | آری    | نویسندهٔ همکار: نورمن اسنایدر                      |
| ۱۹۹۱ | ناهار عریان             | آری | آری | نه     |                                                   |
| ۱۹۹۳ | ام. باترفلای            | آری | نه  | نه     |                                                   |
| ۱۹۹۶ | تصادف                   | آری | آری | آری    |                                                   |
| ۱۹۹۸ | دارم تو را از دست می‌دهم | نه  | نه  | اجرایی |                                                   |
| ۱۹۹۹ | اگزیستنز                | آری | آری | آری    |                                                   |
| ۲۰۰۲ | عنکبوت                  | آری | نه  | آری    |                                                   |
| ۲۰۰۵ | سابقه خشونت             | آری | نه  | نه     |                                                   |
| ۲۰۰۷ | قول‌های شرقی             | آری | نه  | نه     |                                                   |
| ۲۰۱۱ | یک روش خطرناک           | آری | نه  | نه     |                                                   |
| ۲۰۱۲ | کازموپلیس               | آری | آری | آری    |                                                   |
| ۲۰۱۴ | نقشه‌های ستاره‌های سینما  | آری | نه  | نه     |                                                   |
| ۲۰۲۲ | جنایات آینده            | آری | آری | نه     |                                                   |
| TBA  | کفن‌ها                   | آری | آری | نه     |                                                   |

### فیلم‌های کوتاه
- انتقال (۱۹۶۶)
- از جوی (۱۹۶۷)
- دوربین (۲۰۰۰)
- هر کس سینمای خودش (۲۰۰۷)
  - اپیزود خودکشی آخرین یهودی دنیا در آخرین سینمای دنیا

کراننبرگ همچنین، کارگردانی، تهیه، نویسندگی و بازیگری فیلم‌ها، سریال‌ها و برنامه‌های تلویزیونی زیادی را در کارنامه حرفه‌ای خود دارد.